# 휠 (극단)
휠은 서울시 서대문구 이화여대1길에 위치한 사회적기업 장애인문화예술극회(대표 송정아)이다. 휠은 장애인을 주축으로 구성된 배우들과 연출, 음악, 무대 등 전문적인 시스템을 갖춘 연극단이다.

## 연혁
- 2001년 장애인단체의 부설단체로 설립
- 2008년 비영리 민간단체로 독립

## 주요 공연
- 2011년 제2회 성미산 동네연극축제[2]
- 2012년 제주 전국장애인연극제 개막 공연 《여행》[3]